# Список об'єктів Світової спадщини ЮНЕСКО в Омані
В списку об'єктів Світової спадщини ЮНЕСКО в Омані налічується 4 найменування (станом на 2016 рік).

## Пояснення до списку
У таблицях нижче об'єкти розташовані у хронологічному порядку їх додавання до списку Світової спадщини ЮНЕСКО.
Кольорами у списку позначено:
На мапах кожному об'єкту відповідає червона позначка ().

## Список
| № | Зображення | Назва                                        | Розташування | Час створення | Рік внесення до списку | №                                                   | Критерії |
| - | ---------- | -------------------------------------------- | ------------ | ------------- | ---------------------- | --------------------------------------------------- | -------- |
| 1 |            | Фортеця Бахла                                | —            | —             | 1987                   | 433 [Архівовано 26 грудня 2018 у Wayback Machine.]  | iv       |
| 2 |            | Археологічні ділянки Бат, Ель-Хутм і Ель-Айн | —            | —             | 1988                   | 434 [Архівовано 26 грудня 2018 у Wayback Machine.]  | iii, iv  |
| 3 |            | Стародавній торговий шлях «Земля ладану»     | —            | —             | 2000                   | 1010 [Архівовано 26 грудня 2018 у Wayback Machine.] | iii, iv  |
| 4 |            | Іригаційні системи Афладж                    | —            | —             | 2006                   | 1207 [Архівовано 25 грудня 2018 у Wayback Machine.] | v        |